# Протома

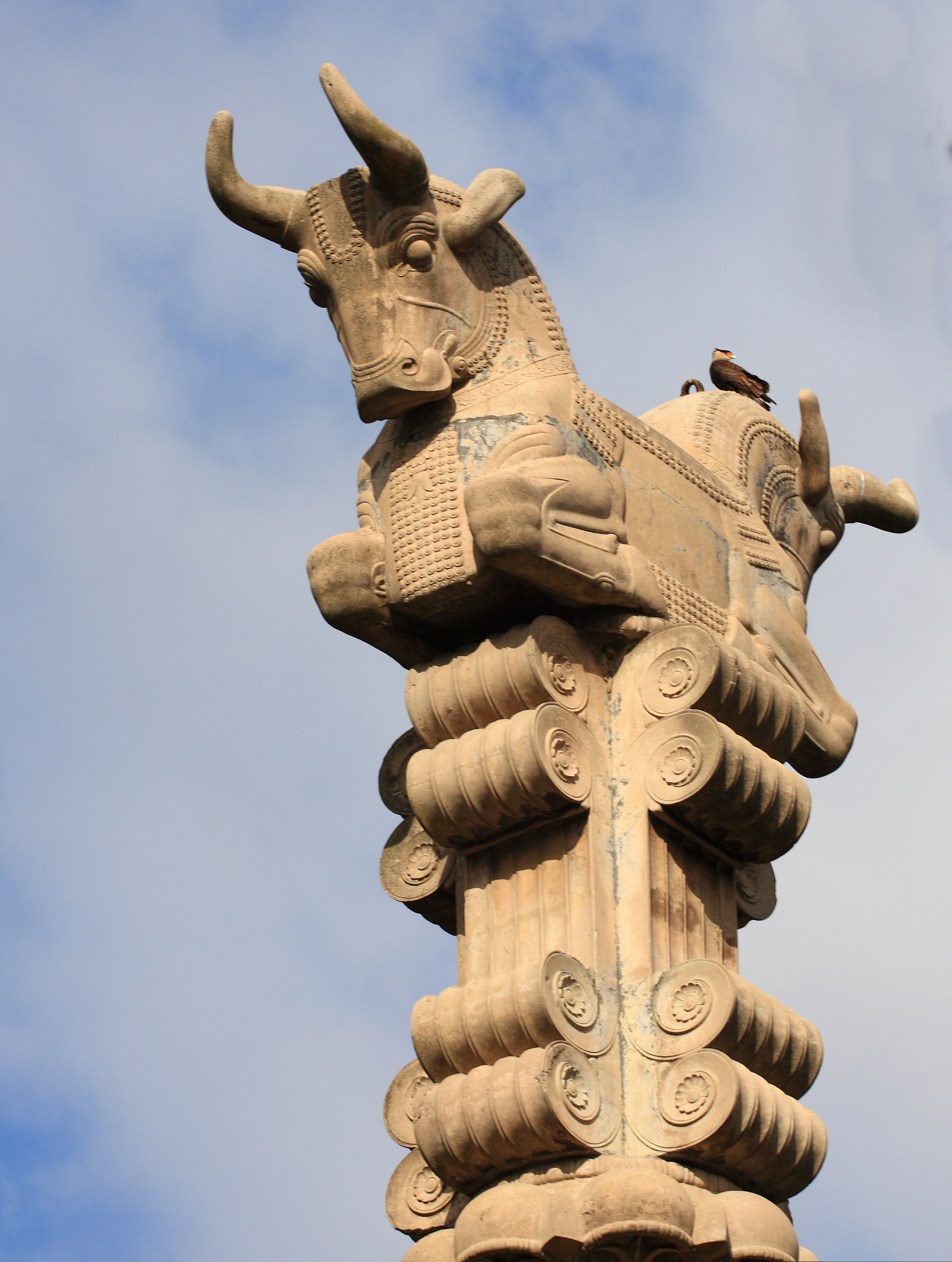
В Персеполисе

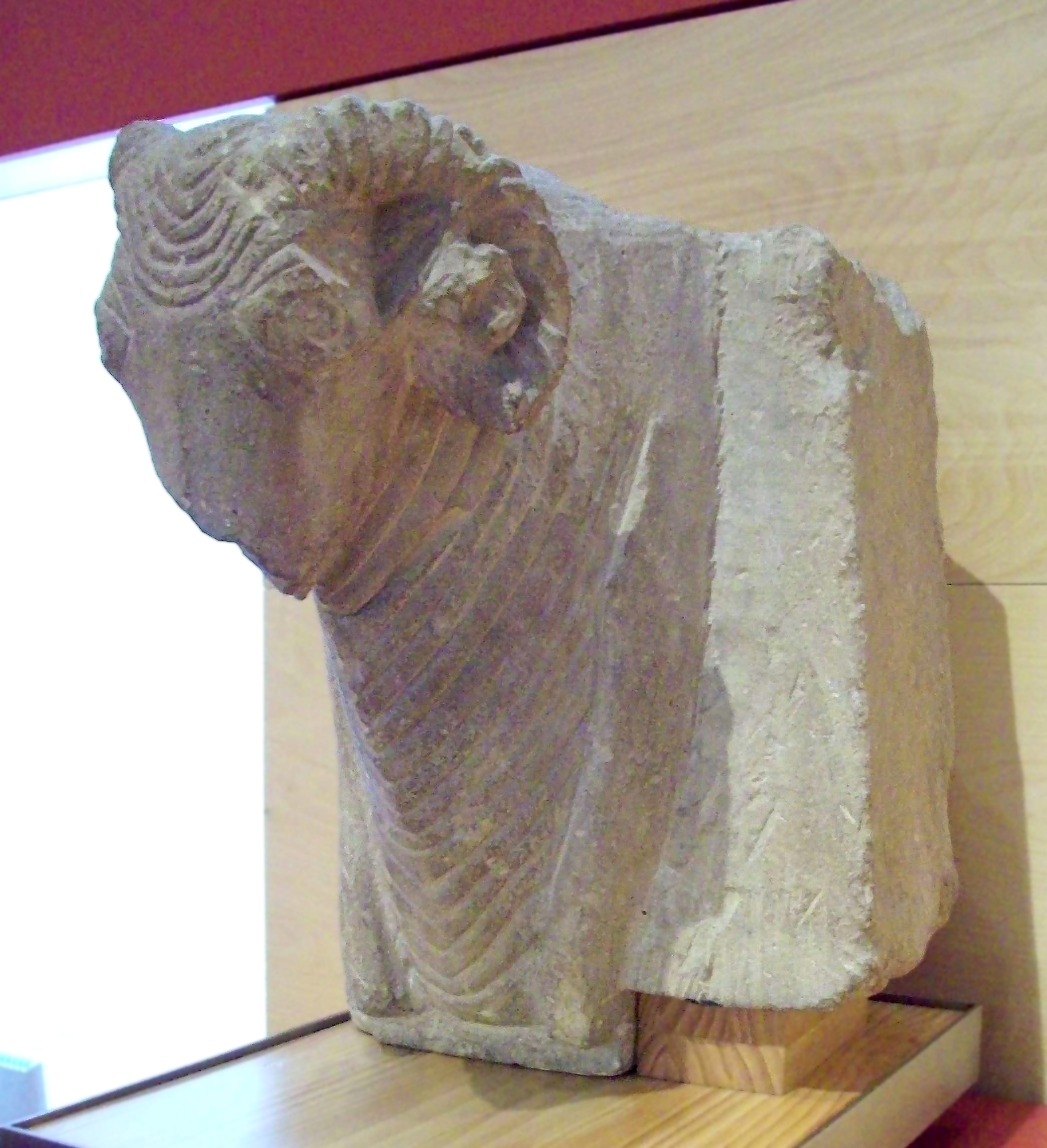
Иберская протома барана, III или II век до н.э.

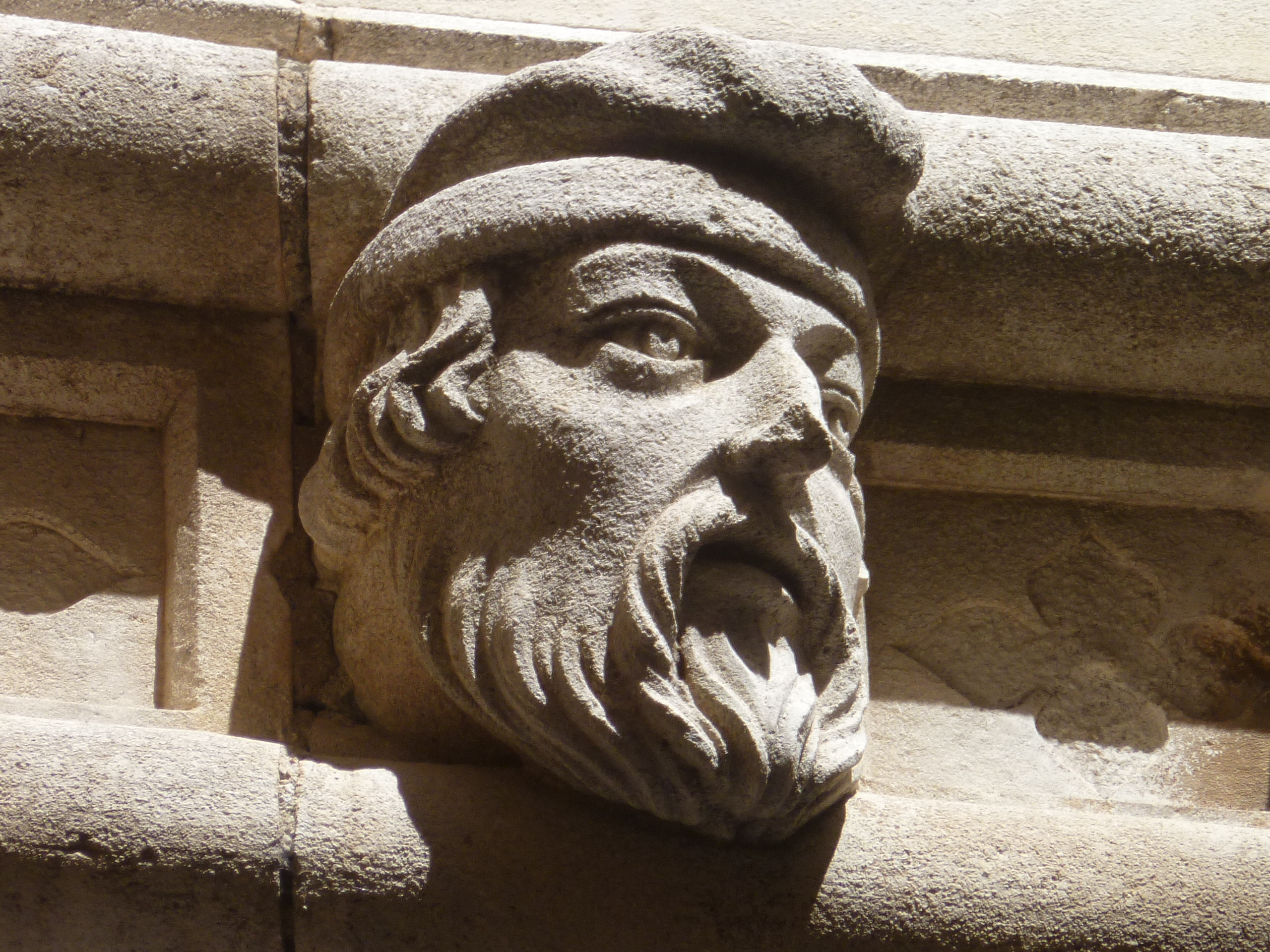
Резная голова на соборе Святого Иакова в Шибенике, Хорватия; высеченная в XV веке Юраем Далматинцем

Прото́ма (др.-греч. προτομή — передняя часть тела, морда, голова) — изображение передней части тела животного (например, быка, коня, оленя) или мифологического существа (например, сфинкса, грифона). Иногда протомой называют полуфигуру, скульптурное изображение полуфигуры человека, но такая интерпретация сомнительна, поскольку не подтверждается исторически. Протома — художественный троп, типичный для архаического искусства: формообразование по принципу синекдохи (изображение части вместо целого), но усложнённый многообразными символическими значениями.
Звериные протомы — распространённая форма фигурного завершения ритона, скульптурного оформления капители колонны, предмета мебели, ювелирного изделия. Изображения протом известны в древнегреческом искусстве VII—VI вв. до н. э., в искусстве эллинизированного Востока, в период эллинистических и послеэллинистических монархий. Их происхождение связано с древним культом охоты, когда изображение дикого зверя переносили на личность вождя племени, воина, позднее монарха, как бы перенимавших силу льва, грифона, барана или быка. Поэтому именно царские ритоны делали фигурными, с протомами зверей. Например, ритоны ахеменидской Персии середины V в. до н. э. или знаменитые фигурные золотые фанагорийские сосуды из клада в Панагюриште, Болгария (IV—III в. до н. э.).
В архитектуре Персии VI—IV вв. до н. э. встречаются колонны, завершённые капителями в виде сдвоенных протом, между головами которых укладываются балки перекрытия. Такие протомы высекали из камня, ярко расписывали и золотили. Персидские капители можно рассматривать как одно из проявлений интернационального «звериного стиля».